# دارن مک گرگور
دارن مک گرگور (انگلیسی: Darren McGregor؛ زادهٔ ۷ اوت ۱۹۸۵) بازیکن فوتبال اهل بریتانیا است.
از باشگاه‌هایی که در آن بازی کرده است می‌توان به باشگاه فوتبال رنجرز، باشگاه فوتبال هیبرنین، و باشگاه فوتبال سنت میرن اشاره کرد.